# Le Biot
Le Biot é uma comuna francesa na região administrativa de Auvérnia-Ródano-Alpes, no departamento de Alta Saboia. Estende-se por uma área de 13,18 km². Em 2010 a comuna tinha 601 habitantes (densidade: 45,6 hab./km²).